# Isekai Mokushiroku Mynoghra
Isekai Mokushiroku Mynoghra: Hametsu no Bunmei de Hajimeru Sekai Seifuku (異世界黙示録マイノグーラ～破滅の文明で始める世界征服～?), conocida como Apocalypse Bringer Mynoghra, es una serie de novelas ligeras japonesas escritas por Fefu Kazuno e ilustradas por Jun. La serie comenzó a serializarse como una novela web publicada en el sitio web de publicación de novelas generadas por usuarios Shōsetsuka ni Narō en noviembre de 2017. Más tarde fue adquirida por Micro Magazine, que comenzó a publicarla bajo su sello de novelas ligeras GC Novels en noviembre de 2019. Una adaptación al manga ilustrada por Yasaiko Midorihana comenzó a serializarse en el sitio web de manga ComicWalker de Kadokawa en marzo de 2020. Una adaptación de la serie de televisión de anime producida por Maho Film se estrenó en julio de 2025.

## Argumento
Después de morir joven por una enfermedad, Takuto Ira renace en "Eternal Nations", su juego en línea favorito; junto con su demonio sirviente Atou. Ninguno de los dos está seguro de lo que sucedió, pero decidieron fundar un asentamiento en el bosque para vivir en paz. Muy rápidamente, refugiados de diferentes razas comienzan a buscar asilo bajo su protección; debido al racismo de los países humanos.

## Personajes
Takuto Ira (伊良 拓斗 Ira Takuto?)
 Seiyū: Toshiki Kumagai
Atou (アトゥ?)
 Seiyū: Tomori Kusunoki
Isla (イスラ Isura?)
 Seiyū: Kikuko Inoue
Emle (エムル Emuru?)
 Seiyū: Rico Sasaki
Maria (メアリア Mearia?)
 Seiyū: Kaori Maeda
Caria (キャリア Kyaria?)
 Seiyū: Kanon Takao
Gear (ギア Gia?)
 Seiyū: Shinji Kawada
Moltar (モルタール Morutāru?)
 Seiyū: Tomomichi Nishimura
Soalina (ソアリーナ Soarīna?)
 Seiyū: Akira Sekine

## Contenido de la obra

### Novelas ligeras
La novela ligera fue escrita por Fefu Kazuno, Isekai Mokushiroku Mynoghra: Hametsu no Bunmei de Hajimeru Sekai Seifuku comenzó a publicarse en el sitio web de publicación de novelas generadas por los usuarios Shōsetsuka ni Narō el 7 de noviembre de 2017. Más tarde, fue adquirida por Micro Magazine, que comenzó a publicarla con ilustraciones de Jun bajo su sello de novelas ligeras GC Novels el 30 de noviembre de 2019. Se han publicado siete volúmenes a junio de 2024.
El 16 de marzo de 2021, Cross Infinite World anunció que había licenciado las novelas ligeras para su publicación en inglés. Cross Infinite World también está lanzando versiones en audiolibros.
| Volúmenes de novelas ligeras publicadas | Volúmenes de novelas ligeras publicadas | Volúmenes de novelas ligeras publicadas |
| Número                                  | Fecha de lanzamiento                    | ISBN                                    |
| --------------------------------------- | --------------------------------------- | --------------------------------------- |
| 1                                       | 30 de noviembre de 2019                 | ISBN 978-4-89-637944-0                  |
| 2                                       | 30 de junio de 2020                     | ISBN 978-4-86-716023-7                  |
| 3                                       | 31 de enero de 2021                     | ISBN 978-4-86-716107-4                  |
| 4                                       | 29 de octubre de 2021                   | ISBN 978-4-86-716204-0                  |
| 5                                       | 30 de junio de 2022                     | ISBN 978-4-86-716311-5                  |
| 6                                       | 28 de abril de 2023                     | ISBN 978-4-86-716420-4                  |
| 7                                       | 28 de junio de 2024                     | ISBN 978-4-86-716594-2                  |

### Manga
Una adaptación al manga ilustrada por Yasaiko Midorihana comenzó a publicarse en el sitio web de manga ComicWalker de Kadokawa el 27 de marzo de 2020. Los capítulos de la adaptación al manga han sido recopilados por ASCII Media Works en cinco volúmenes tankōbon a partir de noviembre de 2023.
El 5 de enero de 2024, Yen Press anunció que había obtenido la licencia de la adaptación al manga.
| Volúmenes de manga publicados | Volúmenes de manga publicados | Volúmenes de manga publicados |
| Número                        | Fecha de lanzamiento          | ISBN                          |
| ----------------------------- | ----------------------------- | ----------------------------- |
| 1                             | 26 de septiembre de 2020      | ISBN 978-4-04-913414-8        |
| 2                             | 27 de mayo de 2021            | ISBN 978-4-04-913703-3        |
| 3                             | 27 de enero de 2022           | ISBN 978-4-04-914188-7        |
| 4                             | 25 de febrero de 2023         | ISBN 978-4-04-914906-7        |
| 5                             | 27 de noviembre de 2023       | ISBN 978-4-04-915398-9        |

### Anime
El 23 de junio de 2024 se anunció una adaptación de la serie de televisión de anime. La serie es producida por Maho Film y dirigida por Yūji Yanase. La composición está a cargo de Yuka Yamada, el diseño de personajes es de Kaho Deguchi y la música es de Kujira Yumemi y Midori Narikiyo. Se estrenó el 6 de julio de 2025 en Tokyo MX y BS NTV. El tema de apertura es "Majestic Catastrophe" interpretada por Rico Sasaki, mientras que el tema de cierre es "more than W" interpretado por Takuma Terashima. Crunchyroll obtuvo la licencia de la serie en América del Norte, América Central, América del Sur, Europa, África, Oceanía, Oriente Medio, CEI, subcontinente indio y Sudeste Asiático. Muse Communication obtuvo la licencia de la serie en el Sudeste Asiático y el Sur de Asia.